# Davante Adams
Davante Lavell "Tae" Adams (* 24. Dezember 1992 in Redwood City, Kalifornien) ist ein US-amerikanischer American-Football-Spieler in der National Football League (NFL). Er spielt als Wide Receiver für die Los Angeles Rams. Zuvor stand Adams bereits bei den Green Bay Packers, den Las Vegas Raiders und den New York Jets unter Vertrag.

## College
Adams, der auf der Highschool auch als Basketballer hervorragende Leistungen zeigte, besuchte die California State University, Fresno und spielte für deren Mannschaft, die Bulldogs, erfolgreich College Football, wofür er wiederholt ausgezeichnet und in diverse Auswahlteams aufgenommen wurde. Zwischen 2011 und 2013 konnte er in 26 Partien 3.031 Yards erlaufen und 38 Touchdowns erzielen.

## NFL
Adams entschied sich, bereits 2014 am NFL Draft teilzunehmen und wurde von den Green Bay Packers in der zweiten Runde als insgesamt 53. ausgewählt. Er konnte sich bei den Profis sofort durchsetzen und als dritter Receiver hinter Jordy Nelson und Randall Cobb etablieren. In seiner Rookie-Saison lief er in allen 16 Spielen auf, elf Mal davon als Starter, wobei er drei Touchdowns erzielen konnte.
2015 war wenig erfolgreich. Er musste mit einer Knöchelverletzung drei Spiele lang aussetzen, und es gelang ihm nur ein Touchdown.
2016 war seine bislang erfolgreichste Spielzeit, Adams konnte 997 Yards erlaufen und 12 Touchdowns erzielen. 2017 konnte er sein hohes Niveau halten und wurde erstmals in den Pro Bowl berufen. Sein Team honorierte die konstant guten Leistungen und einigte sich mit Adams bereits im Dezember 2017 auf einen neuen mit 58 Millionen US-Dollar dotierten Vertrag.
Nach dem Auslaufen seines Vertrages belegten ihn die Packers im März 2022 mit dem Franchise Tag. Am 18. März 2022 wurde er dann im Austausch für einen Erst- und Zweitrundenpick im NFL Draft 2022 zu den Las Vegas Raiders getradet. Daraufhin unterschrieb er bei den Raiders einen neuen Fünfjahresvertrag im Wert von 141,25 Millionen US-Dollar, womit er zu diesem Zeitpunkt der bestbezahlte Wide Receiver der NFL war.
Am 15. Oktober 2024 gaben die Raiders Adams im Austausch gegen einen Drittrundenpick, der unter bestimmten Bedingungen zu einem Zweitrundenpick werden kann, an die New York Jets ab. Dort spielte er erneut mit Aaron Rodgers zusammen, der bereits in Green Bay sein Quarterback gewesen war. Er fing in elf Spielen für die Jets 67 Pässe für 854 Yards und sieben Touchdowns. Nach der Saison wurde Adams am 4. März 2025 von den Jets entlassen. Am 9. März 2025 unterschrieb Adams daraufhin einen Zweijahresvertrag im Wert von 46 Millionen US-Dollar bei den Los Angeles Rams.